# Mérinville
Mérinville település Franciaországban, Loiret megyében. Lakosainak száma 173 fő (2022. január 1.). Mérinville Rozoy-le-Vieil, Courtemaux, Ervauville, Pers-en-Gâtinais és La Selle-sur-le-Bied községekkel határos.

## Népesség
A település népességének változása:
| Lakosok száma | 118  | 110  | 88   | 155  | 179  | 188  | 185  | 179  | 177  | 173  |
|               | 1968 | 1982 | 1990 | 2006 | 2013 | 2015 | 2017 | 2019 | 2020 | 2022 |